# Saint-Michel-de-Bannières
Saint-Michel-de-Bannières é uma comuna francesa na região administrativa de Occitânia, no departamento de Lot. Estende-se por uma área de 7,74 km². Em 2010 a comuna tinha 325 habitantes (densidade: 42 hab./km²).